# Лауро
Лауро (італ. Lauro) — муніципалітет в Італії, у регіоні Кампанія, провінція Авелліно.
Лауро розташоване на відстані близько 220 км на південний схід від Рима, 33 км на схід від Неаполя, 14 км на захід від Авелліно.
Населення — 3547 осіб (2014).
Щорічний фестиваль відбувається 20 січня, останньої неділі серпня. Покровитель — Святий Севастіан.

## Демографія
Населення за роками:

Станом на 1 січня 2023 року в муніципалітеті офіційно проживав 141 іноземець з 19 країн, серед них 92 громадяни країн Євросоюзу та 24 громадяни України.

## Сусідні муніципалітети
- Карбонара-ді-Нола
- Домічелла
- Моск'яно
- Паго-дель-Валло-ді-Лауро
- Пальма-Кампанія
- Куїндічі
- Таурано